# Вав (буква сирийского алфавита)
ܘ (ܘܘ, вав) — шестая буква сирийского алфавита.

## Использование
Происходит от арамейской буквы вав (𐡅), восходящей к финикийской букве вав (𐤅, ).
В сирийском языке обозначала полугласный [w], в качестве матер лекционис — дифтонг [aw], гласные [oː] и [uː] на конце и в середине слова, реже — краткие [o] и [u]. В ассирийском языке обозначает [w] или [v]. Числовое значение в сирийской системе счисления — 6.
В романизации ALA-LC передаётся как w (если обозначает согласный или компонент дифтонга), o или ú (если обозначает гласный), в романизации BGN/PCGN передаётся как w или ū в зависимости от произношения.

## Кодировка
Буква вав была добавлена в стандарт Юникод в версии 3.0 в блок «Сирийское письмо» (англ. Syriac) под шестнадцатеричным кодом U+0718.